# Мејпл Гроув (Мичиген)
Мејпл Гроув (енгл. Maple Grove) насељено је место без административног статуса у америчкој савезној држави Мичиген.

## Демографија
По попису из 2010. године број становника је 132.
| Група             | 2000.    | 2010.       |
| Белци             | 0 (0,0%) | 129 (97,7%) |
| Афроамериканци    | 0 (0,0%) | 0 (0,0%)    |
| Азијати           | 0 (0,0%) | 0 (0,0%)    |
| Хиспаноамериканци | 0 (0,0%) | 3 (2,3%)    |
| Укупно            | 0        | 132         |